# Lichenophanes insignitus
Lichenophanes insignitus är en skalbaggsart som först beskrevs av Leon Fairmaire 1883.  Lichenophanes insignitus ingår i släktet Lichenophanes och familjen kapuschongbaggar. Inga underarter finns listade i Catalogue of Life.